# Grzegorz Ryś
Grzegorz Wojciech Ryś (Krakkó, 1964. február 9. –) lengyel római katolikus püspök, aki 2017 óta a Łódźi főegyházmegye érseke. Korábban a Krakkói főegyházmegye segédpüspöke és Arcavica címzetes püspöke volt. 2020 és 2021 között a Kaliszi egyházmegye apostoli kormányzójaként is szolgált. Ferenc pápa a 2023. szeptember 30-i konzisztóriumon bíborossá kreálta Ryśt.